# Neri Marcorè
Neri Marcorè, né le 31 juillet 1966 à Porto Sant'Elpidio, dans la province d'Ascoli Piceno dans la région des Marches, est un acteur italien.

## Filmographie
- 1994 : Ladri di cinema : Marco
- 1997 : Cosa c'entra con l'amore
- 1998 : Viol@ : Interviewee
- 1998 : Cronaca nera (feuilleton TV)
- 1998 : Due volte nella vita
- 2001 : Ravanello pallido : Mummia
- 2002 : Bimba - È clonata una stella : Presentatore TV
- 2002 : Quasi quasi... : Ruggiero
- 2002 : Un Aldo qualunque
- 2003 : Un cœur ailleurs (Il Cuore altrove) : Nello
- 2004 : Se devo essere sincera : Gaetano
- 2004 : Kate - La bisbetica domata : Petrucchio (voix)
- 2005 : La seconda notte di nozze : Nino Ricci
- 2006 : L'Estate del mio primo bacio : Dott. Aurelio
- 2006 : E poi c'è Filippo (feuilleton TV)
- 2006 : Baciami piccina : Umberto
- 2009 : Gli amici del bar Margherita de Pupi Avati
- 2010 : The Tourist de Florian Henckel von Donnersmarck (son film le plus commercialement réussie)
- 2011 : Tous les soleils : Luigi
- 2011 : Lo spechio di Calvino / Dans la peau d'Italo Calvino de Damian Pettigrew
- 2012 : Astérix et Obélix : Au service de Sa Majesté de Laurent Tirard
- 2014 : J'arrête quand je veux (Smetto quando voglio) de Sydney Sibilia
- 2021 : Atlas de Niccolò Castelli